# Assheton Curzon (1er vicomte Curzon)
Assheton Curzon, 1er baron Curzon et 1er vicomte Curzon (2 février 1730 - 21 mars 1820) est un homme politique britannique conservateur.

## Biographie
Il est le deuxième fils de Nathaniel Curzon (4e baronnet) de Kedleston, Derbyshire et Mary, fille de Ralph Assheton, 2e baronnet. Nathaniel Curzon (1er baron Scarsdale), est son frère aîné. Il fait ses études au Brasenose College, Oxford.
Il siège comme député de Clitheroe de 1754 à 1777 et de 1792 à 1794, quand il est élevé à la pairie sous le titre de baron Curzon, de Penn dans le comté de Buckingham. En 1802, il est fait vicomte Curzon, de Penn dans le comté de Buckingham.
En 1752, il acquiert Hagley Hall, près de Rugeley, dans le Staffordshire, transformant la maison et aménageant le terrain. En 1760, il construit Penn House près d'Amersham, dans le Buckinghamshire, en remplacement d'un ancien bâtiment Tudor par un manoir de campagne en briques rouges.

## Famille
Lord Curzon épouse Esther Hanmer, fille de William Hanmer, en 1756. Après sa mort en juillet 1764, il épouse en secondes noces Dorothy, fille de Robert Grosvenor (6e baronnet), en 1766. Après sa mort le 24 février 1774, il se remarie en troisièmes noces à Anna Margaretta, fille d’Amos Meredith et sœur de William Meredith (3e baronnet), en 1777. Elle meurt en juin 1804. Il a deux fils et quatre filles des deux premiers mariages .
Lord Curzon est décédé en mars 1820, à l'âge de 90 ans. Son fils, de son mariage avec Sophia Howe, suo jure baronesse Howe (la fille aînée de Richard Howe, 1er comte Howe (de la première création), et son épouse Mary Hartop), Richard Curzon-Howe (1er comte Howe), lui succède et est créé comte Howe en 1821.
Son fils de sa deuxième épouse, l'honorable Robert Curzon (député), représente Clitheroe au Parlement pendant de nombreuses années et est le père de Robert Curzon (14e baron Zouche). Robert hérite de Hagley Hall et de plusieurs autres propriétés.
Sa fille, Charlotte Curzon, épouse Dugdale Stratford Dugdale de la famille historique Stratford. Leurs descendants deviennent baronnets de Dugdale en 1936.